# Кекерталик
Кекерталик (гренл. Qeqertalik — та, что с островами) — одна из пяти коммун в Гренландии.
Образована в 2018 году, выделена из бывшей коммуны Каасуитсуп. Административный центр коммуны — г. Аасиаат.
Коммуна включает в себя 4 бывших коммун Аасиаат, Кангаатсиак, Касигианнгуит и Кекертарсуак. Граничит с коммунами: Кекката — на юге, Аванаата — на севере, Сермерсоок — на востоке.
Площадь Кекерталика составляет около 62 400 км², а население – примерно 6 340 человек (на данные 2020 года), что приводит к крайне низкой плотности населения (около 0,1 чел./км²). Регион характеризуется суровым арктическим климатом, где температуры часто опускаются до значительных отрицательных значений, что типично для западной части Гренландии.